# Сумах оленерогий
Сума́х оленерогий, или Сума́х пушистый, Уксусное дерево, сумах коротковолосый, большой виргинский сумах (лат. Rhus typhina) — растение семейства Сумаховые, вид рода Сумах, произрастающее в Восточной части Северной Америки, прежде всего в Юго-Восточной Канаде и на северо-востоке США.

## Биологическое описание
Листопадное дерево высотой 3-10 м. Листья непарноперистосложные длиной 25-55 см, с 9-31 листочками. Каждый листочек 6-11 см длиной. Молодые ветви и листовые черешки покрыты бархатистыми волосками. Цветки красно-коричневые, собранные в густые конусовидные метёлки 10-20 см длиной и 4-6 см в диаметре. Плоды — маленькие красные костянки, собранные в метёлки. Листва осенью приобретает ярко-красный цвет.

## Использование
Сумах оленерогий культивируется как декоративное растение, в том числе в России.
Ядовитые от безвредных отличаются легко. Ядовитые виды имеют не верхушечные, а пазушные соцветия и обычно голые светлые плоды. Этого вполне достаточно, чтобы выделить их в отдельный род – токсикодендрон (Toxicodendron), хотя не все с этим согласны. Сумах оленерогий практически не опасен, хотя при приёме внутрь или попадании сока на слизистые оболочки — ядовит, а при контакте с кожей может вызывать лёгкое жжение.

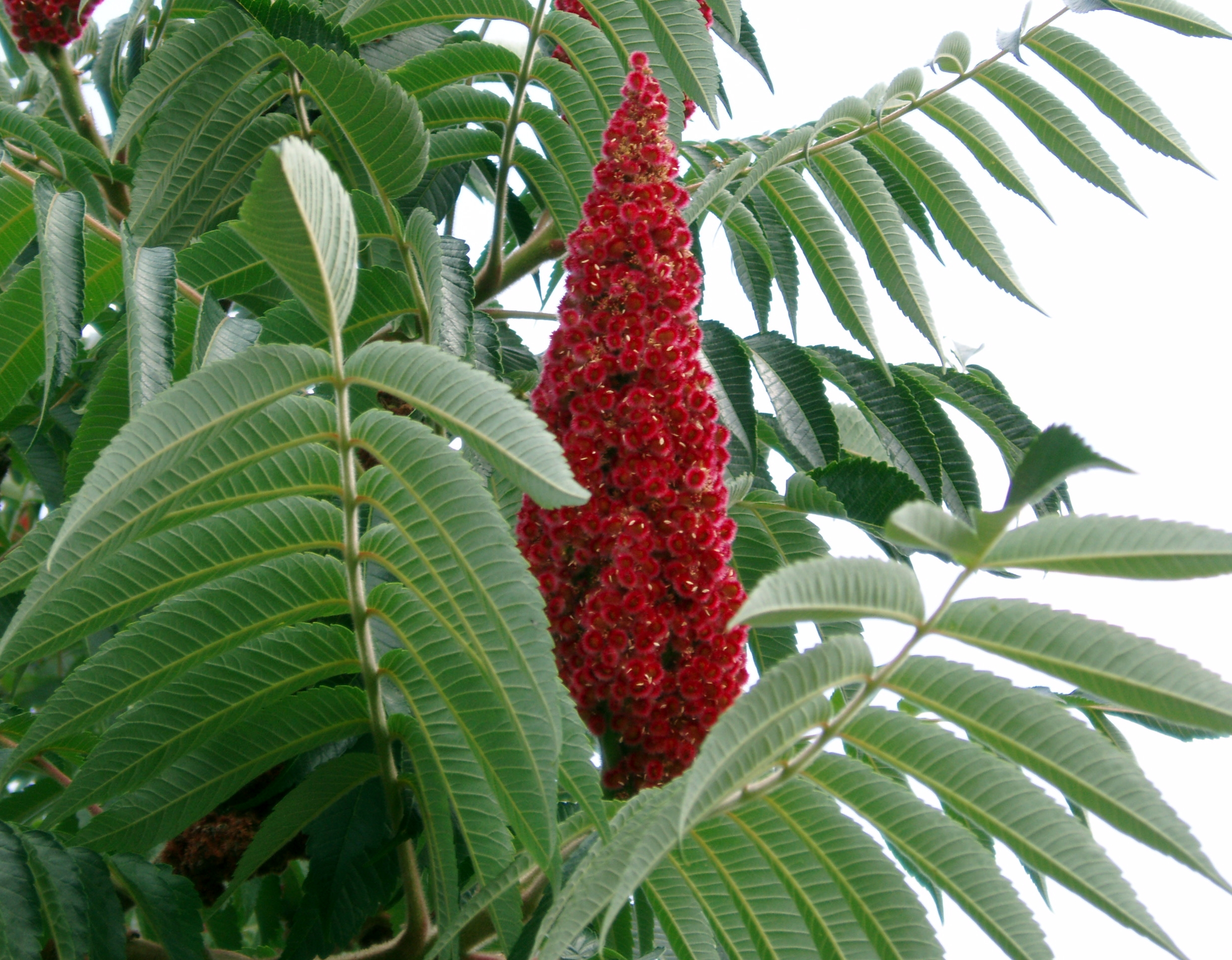
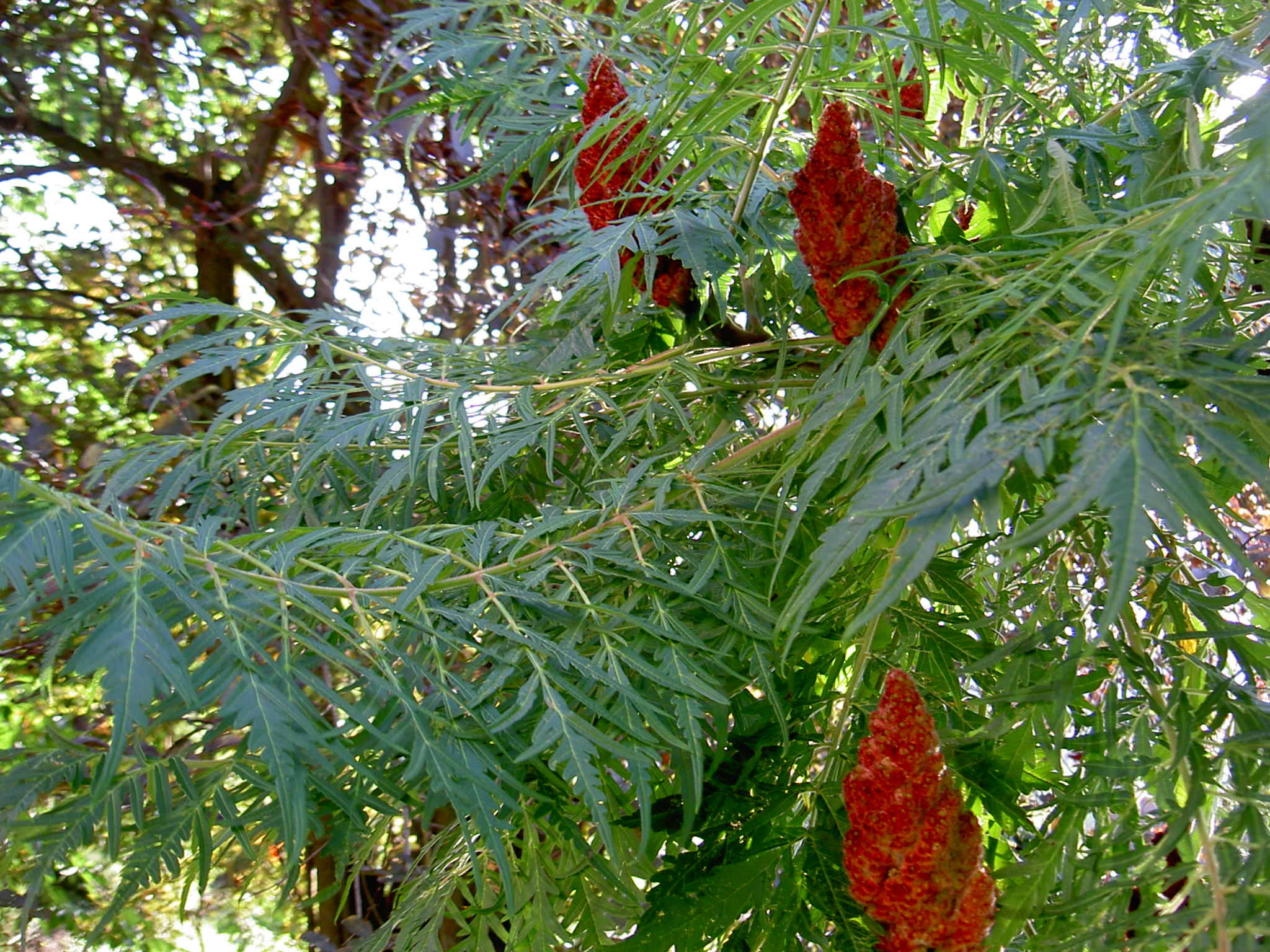
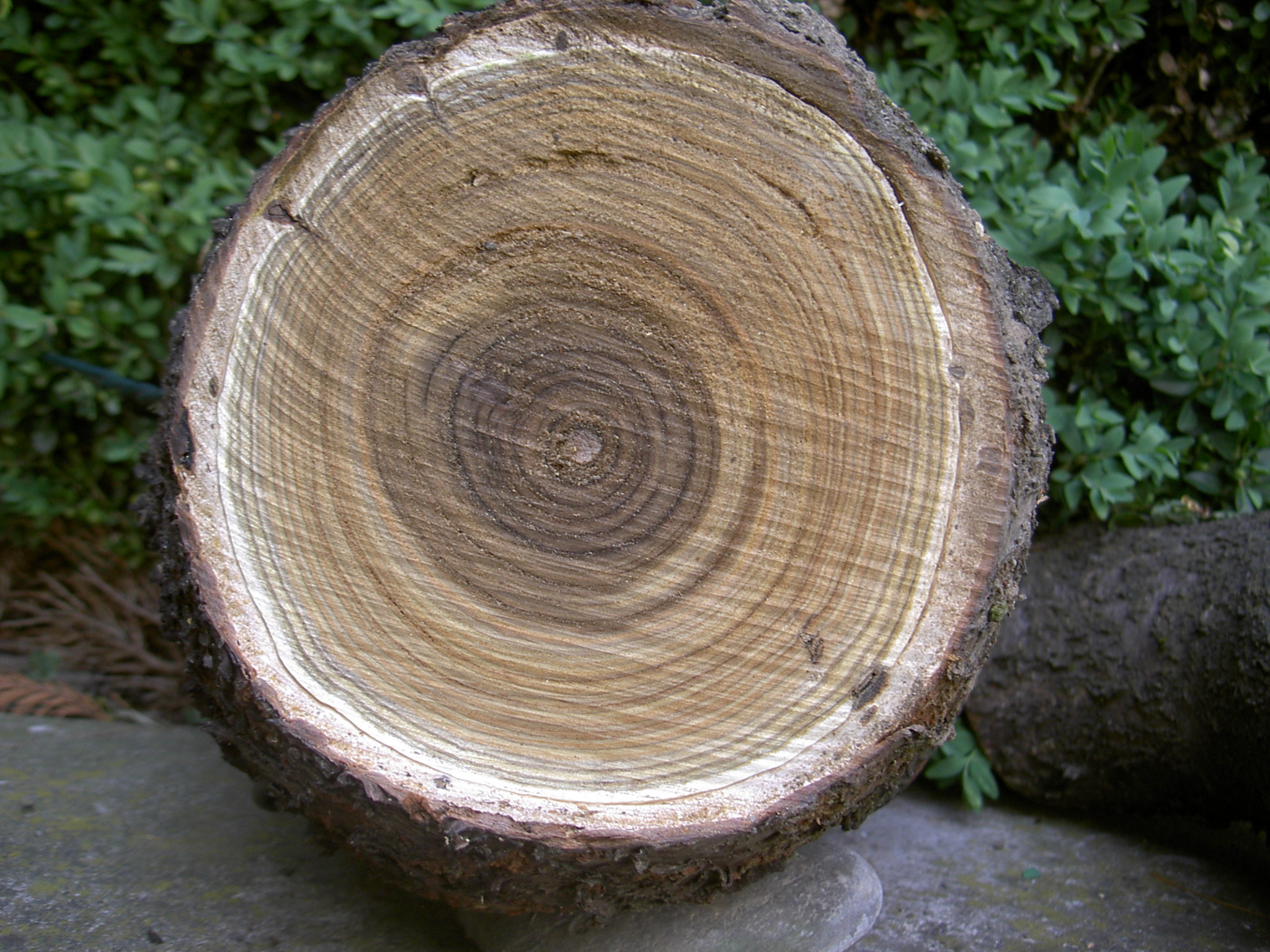